# Кайдоло
Кайдоло — река в России, протекает в Нолинском и Уржумском районах Кировской области. Устье реки находится в 290 км по левому берегу реки Вятка. Длина реки составляет 19 км.
Исток реки находится неподалёку от реки Вои в 10 км к северо-западу от посёлка Медведок. В верхнем и среднем течении течёт на юго-восток по южной окраине леса Высокий Бор, отделяя его от поймы реки Вятки. Соединена мелиоративными канавами с Воей. В нижнем течении поворачивает на восток и около пяти километров течёт по пойме параллельно Вятке на расстоянии около полукилометра от неё. Впадает в обширную боковую старицу Вятки, на берегу которой стоит посёлок Медведок. В нижнем течении образует границу Нолинского и Уржумского районов.

## Данные водного реестра
По данным государственного водного реестра России относится к Камскому бассейновому округу, водохозяйственный участок реки — Вятка от города Котельнич до водомерного поста посёлка городского типа Аркуль, речной подбассейн реки — Вятка. Речной бассейн реки — Кама.
Код объекта в государственном водном реестре — 10010300412111100038119.